# Kenbuchi, Hokkaidō
Kenbuchi (剣淵町 Kenbuchi-chō) là thị trấn thuộc huyện Kamikawa, phó tỉnh Kamikawa, Hokkaidō, Nhật Bản. Tính đến ngày 1 tháng 10 năm 2020, dân số ước tính thị trấn là 2.926 người và mật độ dân số là 22 người/km2. Tổng diện tích thị trấn là 131,20 km2.